# Abchaska Socjalistyczna Republika Radziecka
Abchaska Socjalistyczna Republika Radziecka, Abchaska SRR – republika związkowa ZSRR, istniejąca w latach 1921–1931, później w składzie Zakaukaskiej FSRR.
W związku z Rewolucją Październikową, po rozpadzie Imperium Rosyjskiego, od roku 1917 na byłych terytoriach rosyjskich nastąpiła destabilizacja struktur państwowych. Terytoria Abchazji weszły początkowo (1917) w skład Republiki Górskiej Północnego Kaukazu, a od czerwca 1918 były podporządkowane powołanej w maju 1918 roku Demokratycznej Republice Gruzji. 

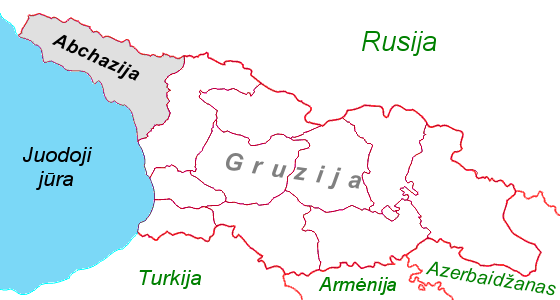
Abchaska SRR i Gruzińska SRR (1922-1931)

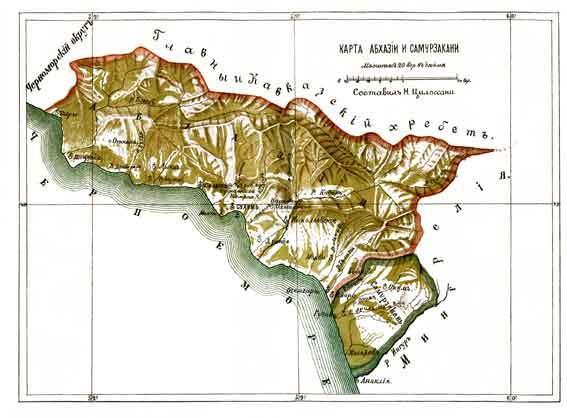
Abchazja i Samurzakano w Imperium Rosyjskim (1899)

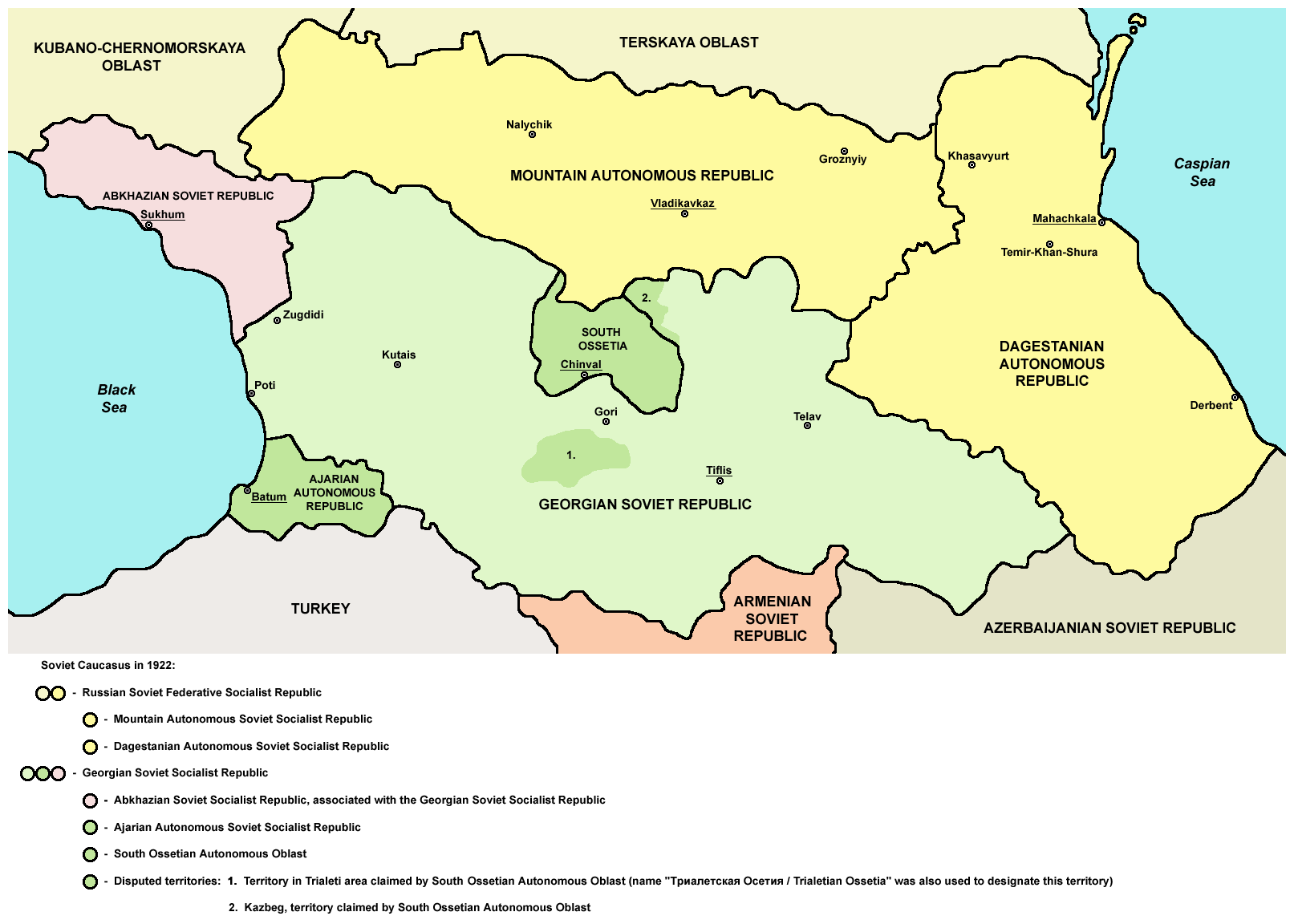
Radziecki Kaukaz, mapa z 1922 roku

Powstanie republiki formalnie ogłoszono 31 marca 1921, po zajęciu Gruzji przez Armię Czerwoną. Granice republiki ustalono w sposób pokrywający się z granicami istniejących wcześniej w ramach Imperium Rosyjskiego okręgów Suchumi i Samurzakano (w guberni Kutaisi). 
W grudniu 1921 roku zawarta została - na zasadach równoprawności - umowa między Abchaską SRR a Gruzińską SRR. Na jej mocy Gruzińska SRR reprezentowała Abchazję, ta zaś uczestniczyła na zasadzie parytetu we wspólnej reprezentacji w relacjach zewnętrznych. 
W lutym 1922 roku przewodniczącym Rady Komisarzy Ludowych (rządu) republiki został Nestor Łakoba, który pełnił tę funkcję przez cały okres istnienia republiki.
12 marca 1922 w Tbilisi władze Armeńskiej SRR, Azerbejdżańskiej SRR i Gruzińskiej SRR zawarły porozumienie o zjednoczeniu się w Federacyjny Związek Socjalistycznych Republik Radzieckich Zakaukazia. Abchaska SRR jako republika związkowa była reprezentowana w tym związku, zgodnie z wcześniej zawartą umową, za pośrednictwem Gruzińskiej SRR. Związek 13 grudnia 1922 zmienił nazwę na Zakaukaską Federacyjną Socjalistyczną Republikę Radziecką. Zakaukaska FSRR 30 grudnia 1922 weszła w skład ZSRR. 
1 kwietnia 1925 roku przyjęto Konstytucję Abchaskiej SRR, w której m.in. potwierdzono formalne pośrednictwo Gruzińskiej SRR w przynależności do związków republik: Zakaukaskiej FSRR i ZSRR. Konstytucja stanowiła także, że Abchaska SRR jest państwem niepodległym, uprawnionym do opuszczenia struktur ponadpaństwowych. 
19 lutego 1931, na polecenie Stalina, republikę włączono w skład Gruzińskiej SRR jako Abchaską Autonomiczną Socjalistyczną Republikę Radziecką (Abchaską ASRR). Wkrótce, w 1936, zlikwidowano Zakaukaską FSRR, przez co Abchazja uczestniczyła w składzie ZSRR wyłącznie jako część Gruzji.  
W 1937, po śmierci Nestora Łakoby, z rozkazu Ławrientija Berii, Abchazowie zostali poddani polityce gruzinizacji. Pismo abchaskie dostosowano do zasad pisowni gruzińskiej, w szkołach wprowadzono gruziński jako język wykładowy, rdzenne abchaskie nazwy geograficzne zastąpiono gruzińskimi. Abchazom zakazano nazywać się narodem, a na skutek polityki przesiedleńczej trwającej aż do śmierci Stalina, dużą część ludności republiki zaczęli stanowić Gruzini.